# Kiss FM
Kiss FM var tidigare en radiostation i Kristianstad som sände på närradiotillstånd på frekvensen 91,6 MHz. Musiken som spelades var R&B och Hiphop. Stationen började sända år 2007 och lades ner under 2010.
I början av 2008 meddelade stationen att man kommer starta en till station, Kiss Rock FM (även kallad Kissrock eller Rock FM). Stationen sände på internet och på närradiotillstånd i Östra Göinge kommun. Stationen lades ner efter några månader efter ekonomiska problem.